# Saison 2015-2016 du Biarritz olympique Pays basque
Cette page présente la saison 2015-2016 du Biarritz olympique Pays basque en Pro D2.

## Entraîneurs
- Entraîneur en chef : Eddie O'Sullivan puis David Darricarrère
- Entraîneur des avants : Benoît August
- Entraîneur de la mêlée : Benoît Lecouls

## La saison
Avec un budget pour la saison est de 10,7 millions d'euros, celui-ci est le quatrième budget de la pro D2.
Le 26 mai 2016, le conseil supérieur de la DNACG décide de prononcer la rétrogradation pour raisons financières en championnat de Fédérale 1, du Biarritz olympique, du CS Bourgoin-Jallieu et du RC Narbonne. Ces clubs disposent d'un délai de dix jours pour faire appel de cette décision,.

## Effectif professionnel 2015-2016
| Nom               | Poste            | Naissance  | Nationalité sportive | Sélections (points marqués) | Dernier club               | Arrivée au club (année) |
| Benjamin Noirot   | Talonneur        | 17/12/1980 | France               |                             | RC Toulon                  | 2014                    |
| Elvis Levi        | Talonneur        | 21/02/1987 | Australie            | -                           | Béziers                    | 2014                    |
| Laurent Cabarry   | Pilier           | 18/01/1985 | France               | -                           | SU Agen                    | 2014                    |
| Cécilion Puleoto  | Pilier           | 03/10/1992 | France               | -                           | Formé au club              | 2014                    |
| Eugene van Staden | Pilier           | 16/12/1980 | Afrique du Sud       | -                           | Natal Sharks               | 2012                    |
| Michaël Dallery   | Pilier           | 11/06/1993 | Espagne              |                             | Formé au club              | 2015                    |
| Stéphane Clément  | Pilier           | 03/09/1987 | France               | -                           | Stade Rochelais            | 2014                    |
| Ben Broster       | Pilier           | 07/05/1982 | Pays de Galles       |                             | London Wasps               | 2012                    |
| Johann Lourdelet  | Pilier           | 21/06/1991 | France               | -                           | Clermont                   | 2013                    |
| Edwin Hewitt      | Deuxième ligne   | 28/03/1988 | Afrique du Sud       | -                           | Natal Sharks               | 2014                    |
| Ikapote Fono      | Deuxième ligne   | 09/11/1985 | Tonga                | -                           | Tarbes                     | 2014                    |
| Erik Lund         | Deuxième ligne   | 03/06/1979 | Norvège              |                             | Leeds Carnegie             | 2010                    |
| Nemia Soqeta      | Deuxième ligne   | 21/10/1989 | Fidji                |                             | Oyonnax                    | 2014                    |
| Jean Sousa        | Deuxième ligne   | 11/07/1990 | France               | -                           | CS Bourgoin-Jallieu        | 2015                    |
| Bertrand Guiry    | 3e ligne         | 30/07/1988 | France               | -                           | Union Bordeaux Bègles      | 2015                    |
| Ueleni Fono       | 3e ligne         | 06/05/1982 | Tonga                |                             | SU Agen                    | 2013                    |
| Alban Placines    | 3e ligne         | 23/04/1993 | France               | -                           | Formé au club              | 2013                    |
| Maxime Lucu       | Demi de mêlée    | 12/01/1993 | France               | -                           | Saint-Pée UC               | 2014                    |
| Laurent Magnaval  | Demi de mêlée    | 24/03/1991 | France               | -                           | Racing 92                  | 2015                    |
| Dan Waenga        | Demi d'ouverture | 01/01/1986 | Nouvelle-Zélande     | -                           | Chiefs                     | 2013                    |
| Nick De Luca      | 3/4 centre       | 01/02/1984 | Écosse               |                             | Edinburgh                  | 2014                    |
| Clément Marienval | 3/4 centre       | 10/07/1985 | France               | -                           | Stade Rochelais            | 2014                    |
| Charles Gimenez   | 3/4 centre       | 11/02/1988 | France               | -                           | Stade toulousain           | 2009                    |
| Benoît Baby       | 3/4 centre       | 07/09/1983 | France               |                             | ASM Clermont               | 2011                    |
| Seremaia Burotu   | 3/4 centre       | 19/07/1987 | Fidji                | -                           | Rugby à VII                | 2011                    |
| Jacques Boussuge  | 3/4 aile         | 15/05/1985 | France               | -                           | CA Brive                   | 2014                    |
| Takudzwa Ngwenya  | 3/4 aile         | 22/07/1985 | États-Unis           |                             | Dallas Athletic Rugby Club | 2007                    |
| Rodney Davies     | 3/4 aile         | 15/05/1989 | Australie            |                             | Queensland Reds            | 2014                    |
| Tim Giresse       | 3/4 aile         | 07/09/1993 | France               | -                           | Formé au club              | 2014                    |
| Paul Couet-Lannes | Arrière          | 12/03/1991 | France               | -                           | Formé au club              | 2008                    |

## Effectif Espoir 2015-2016
| Nom              | Poste            | Naissance  | Nationalité sportive | Sélections (points marqués) | Dernier club     | Arrivée au club (année) |
| Dylan Donnellan  | Talonneur        | 01/12/1994 | Irlande              | -                           | Lansdowne        | 2015                    |
| Romain Ruffenach | Talonneur        | 04/09/1994 | France               | -                           | Formé au club    | -                       |
| César Biscioni   | Pilier           | 20/09/1994 | France               | -                           | Stade Toulousain | 2014                    |
| Michaël Dallery  | Pilier           | 11/06/1993 | France               | -                           | Formé au Club    | -                       |
| Alexandre Roumat | 3e ligne         |            | France               | -                           | Formé au club    | -                       |
| Asier Usarraga   | 3e ligne         | 31/12/1994 | Espagne              | -                           | Formé au club    | -                       |
| Yohan Le Bourhis | Demi d'ouverture | 14/03/1994 | France               | -                           | Stade Rochelais  | 2014                    |
| Alex Arrate      | 3/4 centre       | 24/06/1997 | France               | -                           | Formé au club    | -                       |
| Kylan Hamdaoui   | 3/4 aile         | 15/04/1994 | France               | -                           | Clermont         | 2014                    |

## Calendrier et résultats

### Pro D2
| - Biarritz olympique - Stade aurillacois : 25-28 - US Montauban - Biarritz olympique : 20-9 - Biarritz olympique - SC Albi : 9-20 - Provence rugby - Biarritz olympique : 22-11 - Biarritz olympique – Lyon OU : 16-19 - USA Perpignan - Biarritz olympique : 29-18 - Biarritz olympique - AS Béziers : 21-15 - Aviron bayonnais - Biarritz olympique : 32-25 - Biarritz olympique - RC Narbonne : 25-20 - US Dax - Biarritz olympique : 10-15 - Biarritz olympique - Stade montois : 44-8 - Biarritz olympique - US Carcassonne : 44-16 - Tarbes PR - Biarritz olympique : 22-13 - CS Bourgoin-Jallieu - Biarritz olympique : 21-14 - Biarritz olympique - Colomiers rugby : 26-3 | - SC Albi - Biarritz olympique : 30-13 - Biarritz olympique - Aviron bayonnais : 13-16 - Stade montois - Biarritz olympique : 23-17 - Biarritz olympique - USA Perpignan : 27-21 - AS Béziers - Biarritz olympique : 25-26 - Biarritz olympique - Tarbes PR : 20-10 - RC Narbonne - Biarritz olympique : 20-26 - Colomiers rugby - Biarritz olympique : 20-19 - Biarritz olympique - CS Bourgoin-Jallieu : 26-25 - Biarritz olympique - US Dax : 28-13 - US Carcassonne - Biarritz olympique : 32-27 - Biarritz olympique - Provence rugby : 32-28 - Lyon OU - Biarritz olympique : 61-31 - Biarritz olympique - US Montauban : 38-23 - Stade aurillacois - Biarritz olympique : 24-16 |

Avec 14 victoires, 0 match nul et 16 défaites et un total de 64 points le Biarritz olympique termine à la 7e place.
| Rang | Club                                   | J  | V  | N | D  | Bo | Bd | Pm  | Pe  | Diff | Pts |
| ---- | -------------------------------------- | -- | -- | - | -- | -- | -- | --- | --- | ---- | --- |
| 1    | Lyon OU (R)                            | 30 | 25 | 0 | 5  | 12 | 4  | 971 | 493 | +478 | 116 |
| 2    | Aviron bayonnais (R)                   | 30 | 19 | 1 | 10 | 4  | 4  | 658 | 602 | +56  | 86  |
| 3    | Stade aurillacois                      | 30 | 18 | 0 | 12 | 7  | 2  | 724 | 613 | +111 | 81  |
| 4    | Stade montois                          | 30 | 17 | 1 | 12 | 5  | 3  | 655 | 611 | +44  | 78  |
| 5    | Colomiers Rugby                        | 30 | 16 | 3 | 11 | 4  | 4  | 629 | 590 | +39  | 78  |
| 6    | AS Béziers                             | 30 | 17 | 1 | 12 | 4  | 3  | 745 | 662 | +83  | 77  |
| 7    | USA Perpignan                          | 30 | 15 | 1 | 14 | 5  | 6  | 676 | 615 | +61  | 73  |
| 8    | Biarritz olympique                     | 30 | 14 | 0 | 16 | 3  | 5  | 674 | 656 | +18  | 64  |
| 9    | CS Bourgoin-Jallieu                    | 30 | 12 | 0 | 18 | 5  | 9  | 595 | 642 | -47  | 62  |
| 10   | SC Albi                                | 30 | 13 | 2 | 15 | 2  | 4  | 591 | 643 | -52  | 62  |
| 11   | RC Narbonne                            | 30 | 13 | 0 | 17 | 2  | 6  | 602 | 653 | -51  | 60  |
| 12   | US Montauban                           | 30 | 12 | 0 | 18 | 1  | 9  | 570 | 624 | -54  | 58  |
| 13   | Stado Tarbes PR (8 points de pénalité) | 30 | 13 | 0 | 17 | 0  | 9  | 543 | 630 | -87  | 53¹ |
| 14   | US Carcassonne                         | 30 | 11 | 0 | 19 | 0  | 5  | 484 | 741 | -257 | 49  |
| 15   | US Dax                                 | 30 | 10 | 1 | 19 | 1  | 5  | 538 | 713 | -175 | 48  |
| 16   | Provence Rugby (P)                     | 30 | 9  | 0 | 21 | 1  | 5  | 549 | 716 | -167 | 42  |

## Statistiques

### Statistiques collectives
Attaque
Défense

### Statistiques individuelles
Meilleur réalisateur